# Storie della Vera Croce

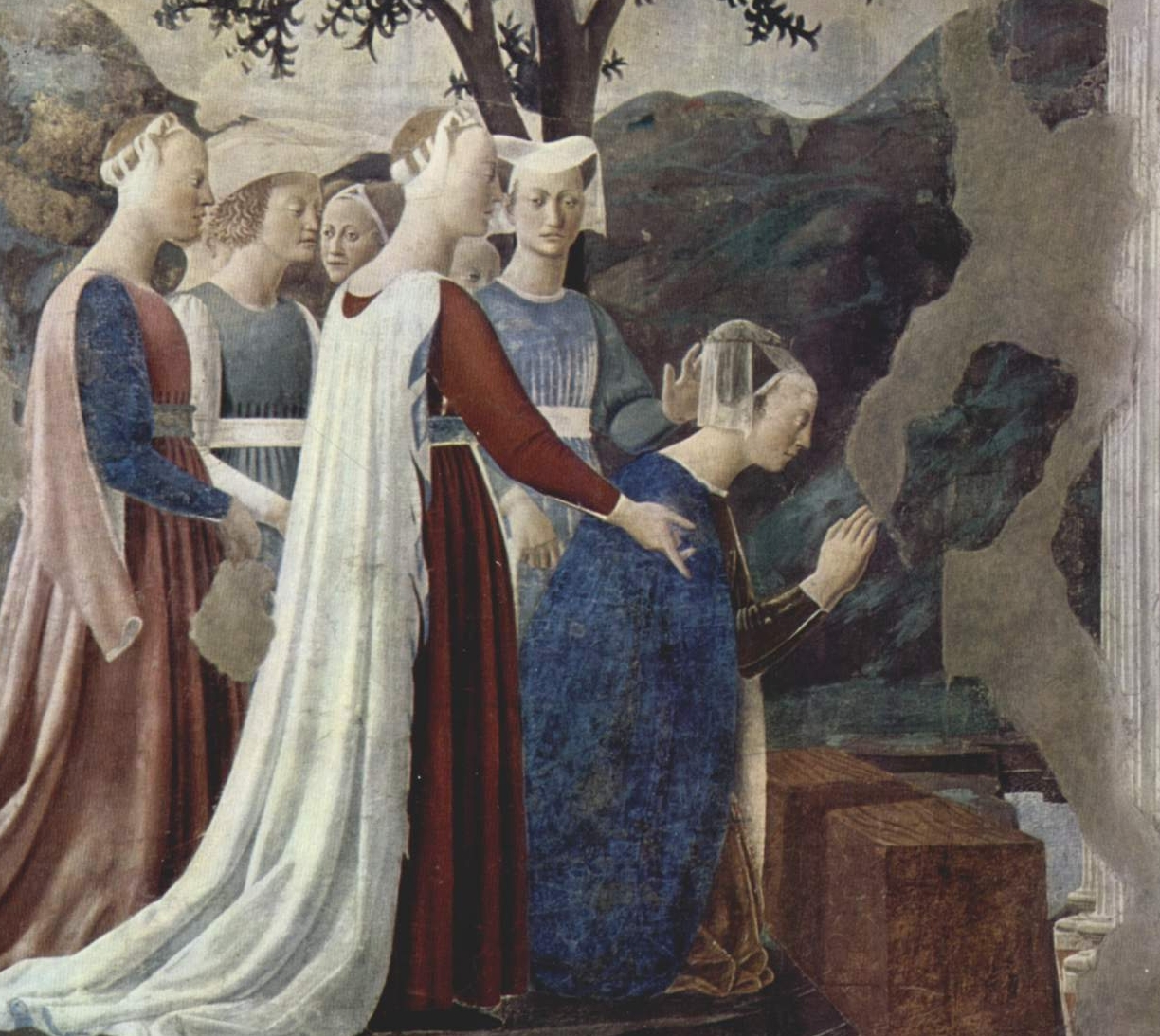
Adorazione della Croce (dettaglio)

Le Storie della Vera Croce costituiscono un ciclo di affreschi conservato nella cappella maggiore della basilica di San Francesco ad Arezzo. Iniziato da Bicci di Lorenzo, venne dipinto soprattutto da Piero della Francesca, tra il 1452 e il 1466, che ne fece uno dei capolavori di tutta la pittura rinascimentale.

## Storia
Nel 1428 era morto Baccio di Maso Bacci, un ricco mercante appartenente a un'importante famiglia aretina, nelle cui disposizioni testamentarie era previsto un generoso lascito per la decorazione del coro della basilica francescana, patronato dalla famiglia stessa. Iniziative del genere non erano infrequenti nei testamenti tra Medioevo e Rinascimento, ed erano una sorta di riconciliazione religiosa di individui di successo che si erano arricchiti in maniera non del tutto tollerata dalla Chiesa, come il prestito e il "cambio", che all'epoca erano considerati peccato di usura
Le disposizioni testamentarie vennero messe in pratica dagli eredi solo trent'anni dopo, quando nel 1447 Francesco Bacci vendette una vigna per pagare i lavori che vennero affidati all'attempato artista fiorentino Bicci di Lorenzo, maestro di una delle più attive botteghe della città toscana, ma dallo stile piuttosto ancorato al passato, che non abbracciò mai, se non in questioni superficiali, le novità dell'arte rinascimentale. Bicci di Lorenzo iniziò a dipingere i pennacchi della volta (quattro Evangelisti), la parte superiore del sottarco della cappella (due Dottori della Chiesa: Gregorio e Girolamo) e il prospetto esterno dell'arco trionfale (Giudizio Universale), ma nel 1452 si ammalò gravemente morendo di lì a poco.

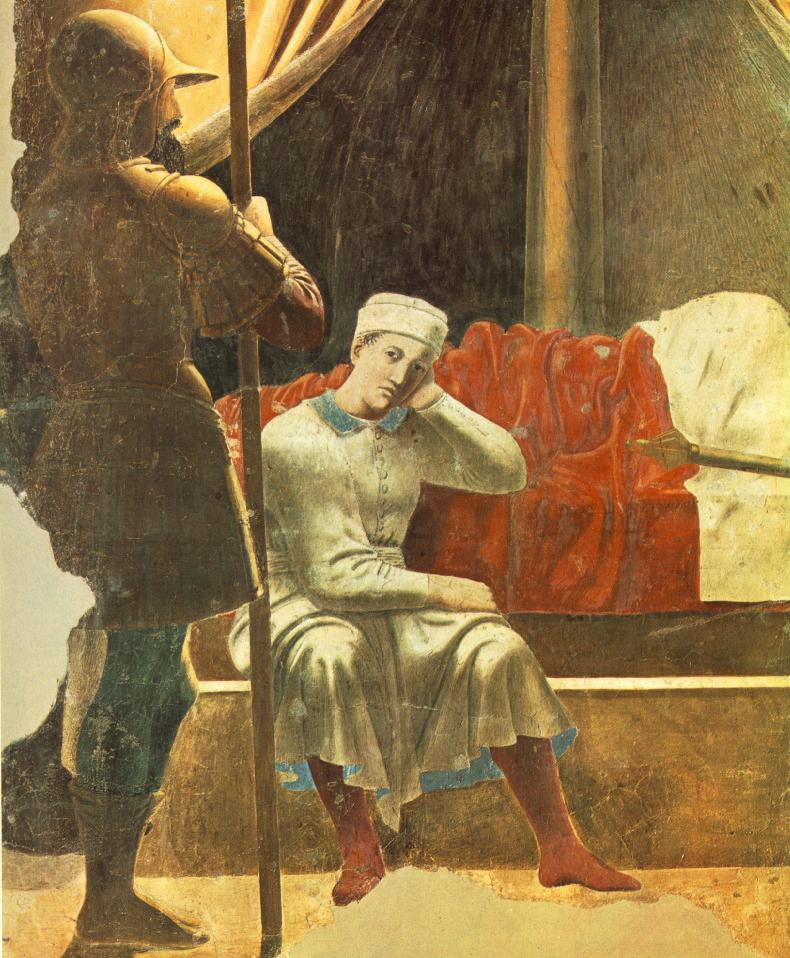
Il Sogno di Costantino (dettaglio)

Presumibilmente Giovanni Bacci, figlio di Francesco che aveva intensi rapporti con i circoli umanistici aretini, chiamò allora un artista della nuova corrente artistica, scegliendo Piero della Francesca, che era ormai ben noto oltre i confini della sua patria (Sansepolcro) ed aveva già lavorato per corti importanti quali Ferrara, Rimini e Urbino.
Come risulta da un documento notarile, i lavori furono interrotti negli anni 1458-1459, quando Piero fu a Roma, alla corte papale di Pio II, dove eseguì nel Palazzo Apostolico affreschi ben documentati ma oggi perduti. Qui entrò in contatto con artisti di altre scuole, in particolare fiamminghi, che influenzarono il suo stile, come si legge nelle caratteristiche diverse degli affreschi aretini della seconda fase, dipinti dopo il soggiorno romano.
Gli affreschi della Vera Croce risultavano terminati entro il 1466 quando la confraternita aretina della Nunziata commissionò a Piero uno stendardo con l'Annunciazione, nel cui contratto si faceva riferimento al ciclo ben riuscito, che aveva orientato la scelta sul pittore biturgense. Quello stesso anno Piero dipinse l'affresco di una Maddalena nel Duomo di Arezzo.
Gli affreschi vennero "riscoperti" a metà del XIX secolo, quando si risvegliò l'interesse verso Piero della Francesca a partire dai viaggiatori e gli studiosi inglesi. Il primo articolo in cui si acclamava Piero come artista di prim'ordine fu scritto nel 1858 da Austen Henry Layard nel Quarterly Review. Con la costruzione della prima linea ferroviaria per Arezzo a metà degli anni sessanta dell'Ottocento, gli artisti inglesi, che già avevano ammirato il Battesimo di Cristo della National Gallery, si riversarono a vedere gli affreschi di Arezzo e di Sansepolcro, dove apprezzavano la "laicità" della sua nuova scienza prospettica e l'ispirazione che, secondo loro, derivava dall'arte greca, baluardo dei neoclassici. Lo stesso Edgar Degas visitò Arezzo, traendo ispirazione per opere come Semiramide alla costruzione di Babilonia, oggi al Museo d'Orsay, o i Giovani spartani alla National Gallery di Londra.
Il primo critico moderno ad occuparsi di Piero della Francesca fu Adolfo Venturi nel 1911, seguito a breve da Roberto Longhi nel 1913 (Piero dei Franceschi e le origini della pittura veneziana), che ne diede un'originale rilettura attraverso Cézanne, nel quale riscontrava lo stesso "intervallarsi regolare di volumi regolari", in scene come la Verifica della Croce. Nel 1914 riprese l'accostamento nella Breve ma veridica storia della pittura italiana, parlando di straordinaria "sintesi tra la forma e il colore per via prospettica", ripresa anche da Seurat.
Gli affreschi sono stati oggetto di un accurato lavoro di restauro, terminato nel 1992.

## Descrizione

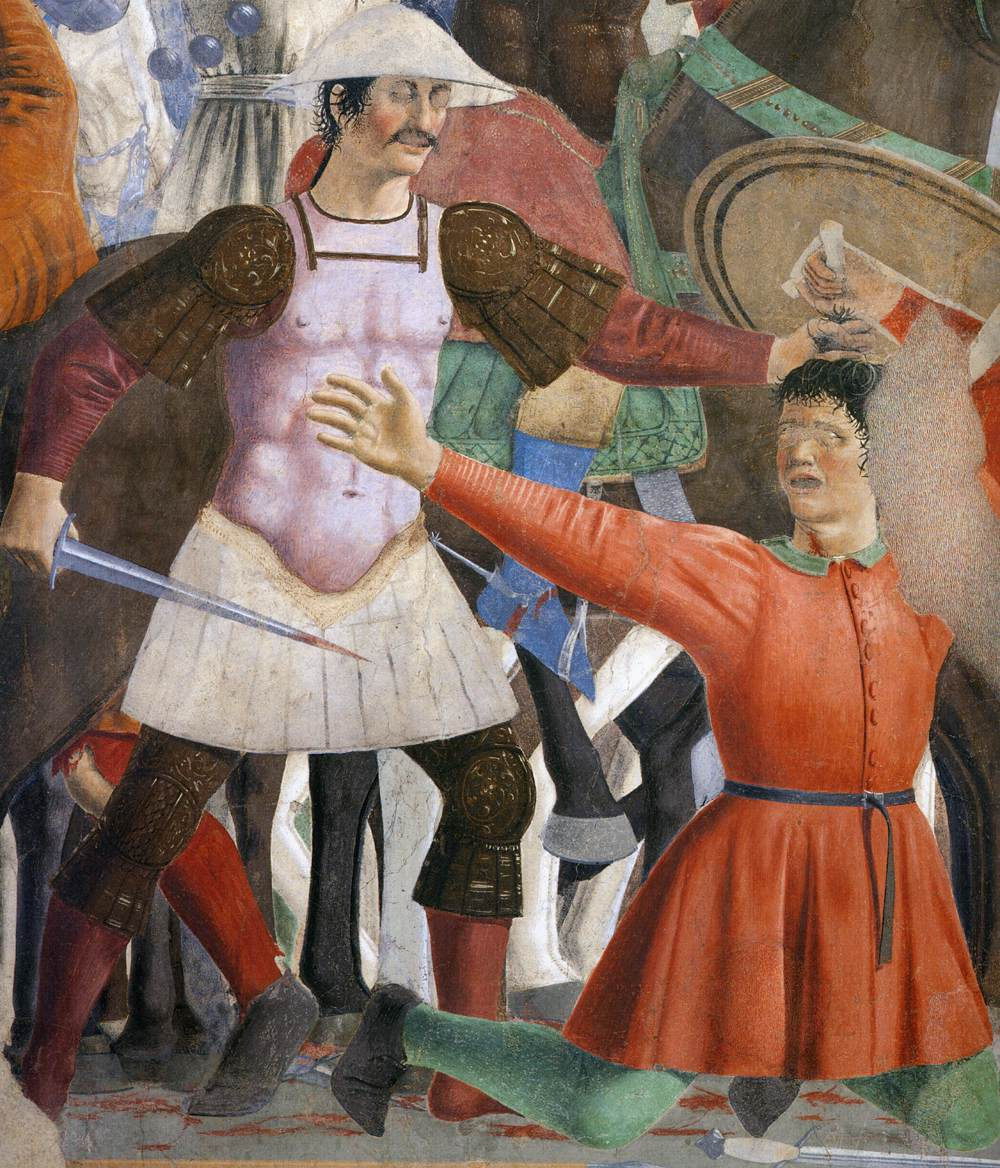
Battaglia di Eraclio e Cosroe: dettaglio con l'uccisione di un valletto

Gli affreschi sono posti su tre livelli sulle pareti laterali e sul fondo, senza alcuna intelaiatura architettonica. Le storie della Vera Croce sono narrate dagli avvenimenti della Genesi fino all'anno 628, quando il legno della santa Croce, dopo essere stato rubato, venne riportato a Gerusalemme. Le fonti delle Storie sono la Bibbia e soprattutto la Legenda Aurea di Jacopo da Varagine, raccolta di agiografie estremamente popolare nel Medioevo e nel Rinascimento, scritta dal vescovo ligure tra il 1224 e il 1250. Da un punto di vista iconografico Piero aveva a disposizione come modelli gli affreschi di Agnolo Gaddi nel coro di Santa Croce a Firenze, quelli di Cenni di Francesco nella cappella della Croce di Giorno della chiesa di San Francesco a Volterra e quelli di Masolino nella cappella di Sant'Elena nella chiesa di Santo Stefano a Empoli (chiesa in cui aveva lavorato anche il suo predecessore Bicci di Lorenzo): la scelta del soggetto è legata alla lunga tradizione di adorazione della Croce negli ordini francescani; la visione del Cristo sulla Croce da parte di Francesco d'Assisi era stata infatti il culmine della sua vita religiosa, premiandolo con il contrassegno delle celebri stimmate, per la prima volta nella storia cristiana.
Piero si discostò comunque dai modelli precedenti, a livello di scelta delle storie (alcune sono trattate individualmente, come quella del Sollevamento della Croce), sia a livello iconografico (Adorazione della Croce e incontro di Salomone e la Regina di Saba, Sogno di Costantino, Battaglia di Costantino e Massenzio). Egli inoltre non si curò dell'andamento cronologico, privilegiando un criterio meramente estetico-formale, che creasse effetti di simmetria, senza per questo impedire rispondenze filosofico-teologiche tra scene che si fronteggiano. In alto ad esempio, sia nella parete sinistra che in quella di destra è rappresentata una scena all'aperto, mentre nel registro mediano si trovano due scene di corte su sfondo architettonico, e, in basso, due battaglie. A determinate scene dell'Antico Testamento inoltre si contrappongono altre del Nuovo.

### Elenco delle scene
Le scene possono esser quindi lette in un ordine cronologico o nell'ordine di lettura naturale, che va dal registro superiore a sinistra (lunette), alle due scene sulla parete centrale ai lati della finestra, fino alla parete destra, riprendendo poi nel registro mediano e in quello inferiore con lo stesso ordine. L'ordine di lettura cronologico invece inizia nella lunetta destra e termina, ciclicamente, nella lunetta sinistra.
| Immagine | Ordine di disposizione | Ordine cronologico | Ordine Schema | Scena                                                              | Descrizione |
| -------- | ---------------------- | ------------------ | ------------- | ------------------------------------------------------------------ | --- |
|          | 01                     | 10                 | 09            | Esaltazione della Croce                                            | L'imperatore Eraclio, dopo la riconquista della Croce, la riporta a Gerusalemme in un pellegrinaggio che fa scalzo come Cristo sulla strada del Golgota. I fedeli cristiani accorrono dalla città e si inginocchiano davanti alla sacra reliquia. |
|          | 02                     | --                 | 11            | Profeta Ezechiele                                                  | Identificazione incerta - elemento ornamentale esterno alla cronologia della Vera Croce |
|          | 03                     | --                 | 12            | Profeta Geremia                                                    | Identificazione incerta - elemento ornamentale esterno alla cronologia della Vera Croce |
|          | 04                     | 01                 | 01            | Morte di Adamo                                                     | Vengono rappresentati tre diversi momenti, in lettura invertita: a destra, Adamo, accasciato, sta per morire con i figli attorno e l'anziana Eva alle sue spalle. Sullo sfondo, all'insaputa degli altri, suo figlio Set riceve dall'arcangelo Michele il germoglio dell'Albero della Conoscenza. Infine, a sinistra e al centro, Set mette in bocca al padre morto il germoglio, mentre gli altri figli e nipoti piangono e urlano disperati. Dall'Albero, che vivrà fino ai tempi del re Salomone, sarà ricavato il legno per la Croce di Cristo, il cui sacrificio riscatterà l'umanità. |
|          | 05                     | 08                 | 07            | Ritrovamento delle tre croci e verifica della Croce                | La madre di Costantino, Elena ha fatto scavare il terreno sul Golgota e ritrovato la croce di Gesù e quelle dei due ladroni. Non riuscendo a capire quale possa essere quella su cui fu inchiodato Cristo, Elena le fa esporre tutte e tre sopra il cadavere di un giovane appena defunto, che risorge miracolosamente allorché viene a contatto con la sacra reliquia. A quel punto Elena e il suo seguito si inginocchiano in adorazione. |
|          | 06                     | 07                 | 06            | Tortura dell'ebreo                                                 | La Croce, dopo la morte di Cristo, è stata sepolta e solo un ebreo di nome Giuda è a conoscenza di dove si trovi. Per obbligarlo a parlare Elena lo fa calare in un pozzo, lasciandolo lì dentro fino a quando sarà disposto a parlare. La scena mostra i funzionari che lo tirano fuori in malo modo. |
|          | 07                     | 03                 | 03            | Sollevamento della Croce                                           | La trave riconosciuta dalla Regina di Saba viene sollevata, per essere sepolta su ordine di Salomone |
|          | 08                     | 02                 | 02            | Adorazione della Croce e incontro tra Salomone e la Regina di Saba | La Regina di Saba si sta recando dal re Salomone e attraversando un ponte, riconosce in una trave il legno dell'albero della Conoscenza e si inginocchia ad adorarlo, tra lo stupore del seguito. Nella parte destra, all'interno di un palazzo, la Regina si incontra con re Salomone, davanti al quale inchinandosi, confida la rivelazione ricevuta. |
|          | 09                     | 09                 | 08            | Battaglia di Eraclio e Cosroè                                      | Cosroe II, re persiano della dinastia sasanide, conquista Gerusalemme e ruba la reliquia della Vera Croce. Ponendosi a fianco della sacra reliquia e del gallo si fa adorare come una divinità, a parodia della Trinità cristiana (edicola nella parte destra). I cristiani, comandati dall'imperatore bizantino Eraclio, lo catturano dopo averne sconfitto l'esercito nella Battaglia di Ninive - dove è perito anche uno dei suoi figli - e ne dispongono la decapitazione. |
|          | 10                     | 04                 | 10            | Annunciazione                                                      | Dio, dall'alto dei cieli, invia l'arcangelo Gabriele per annunciare a Maria l'incarnazione di Cristo nel suo grembo, tramite lo Spirito Santo, che ella accetta con un gesto, facendo avverare le Sacre Scritture. |
|          | 11                     | 05                 | 04            | Sogno di Costantino                                                | La notte prima dello scontro decisivo con Massenzio, un angelo porta in sogno a Costantino, addormentato nella sua tenda militare e circondato dalle guardie, una minuscola croce e pronuncia le parole 'In hoc signo vinces ('Con questo segno vincerai'). |
|          | 12                     | 06                 | 05            | Vittoria di Costantino su Massenzio                                | Battaglia di Ponte Milvio (312): Costantino vittorioso alla testa del suo esercito mostra la Croce ai nemici guidati di Massenzio, che annega nel Tevere. |

A questi dipinti vanno poi aggiunti altri affreschi di corredo (molto frammentari) dipinti da Piero e la sua bottega lungo lo spessore dell'arcone: Sant'Agostino (sull'arco in basso a sinistra), Sant'Ambrogio (sull'arco in basso a destra), Cupido (piedritto sinistro in alto), San Ludovico (piedritto sinistro al centro), San Pietro Martire (piedritto sinistro in basso), Angelo (piedritto destro in basso, la rimanente superficie del piedritto destro è completamente perduta). Il registro più basso, ad altezza d'uomo, è occupato da finte specchiature marmoree e una cornice con dentelli dipinta.

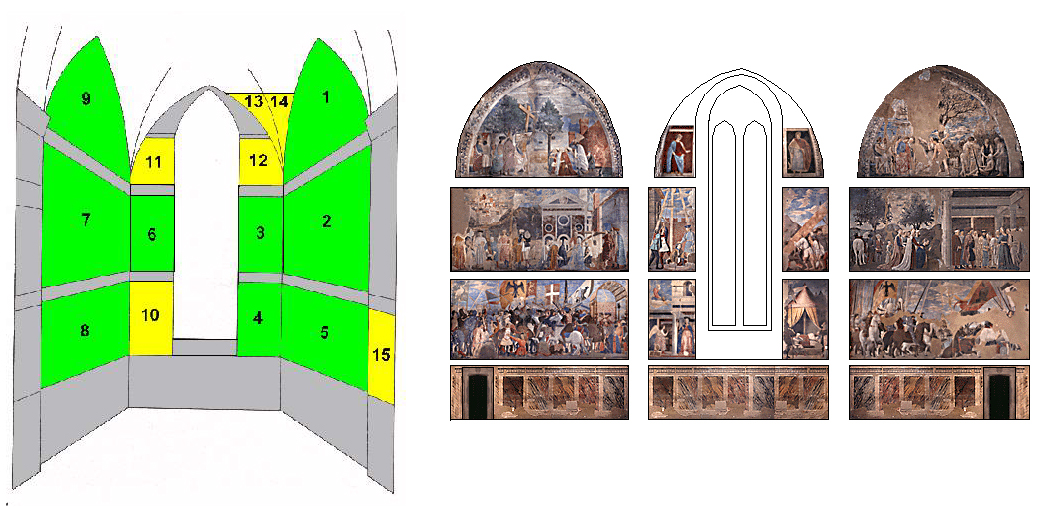
Schema degli affreschi nella cappella

Manca un affresco della Crocifissione, ma ciò era giustificato dalla presenza, tuttora in loco, di un grande crocifisso ligneo dipinto attribuito al Maestro del San Francesco Bardi (XIII secolo), appeso sopra l'altare maggiore al centro della cappella.

## Stile
Spesso Piero della Francesca unificò affreschi contigui, con il paesaggio ininterrotto (Sollevamento e Adorazione della Croce) o con altri stratagemmi, come le due case scorciate tra il Ritrovamento e Verifica della Croce e la Tortura dell'ebreo, che insieme sembrano comporre un unico edificio irregolare. In generale le regole compositive degli affreschi sono le medesime, con figure in primo piano di dimensioni analoghe e con una visione leggermente adattata per uno punto di vista dal basso.
A parte la scena di Adamo, i personaggi antichi sono raffigurati secondo la moda e il gusto contemporaneo all'artista: i re, le regine e il loro seguito  vestono come in una corte italiana rinascimentale, Eraclio e Costantino sono raffigurati  come imperatori bizantini; gli eserciti romani utilizzano gonfaloni medievali, i cavalieri romani indossano in parte armature "all'antica" e in parte armature complete di ferro in uso nella metà del 1400. 
Un elemento unificatore è la luce, modulata su quella naturale della finestra centrale della cappella. Per questo i due profeti, sulla parete centrale, sembrano illuminati da dietro, come se fossero proiettati verso lo spettatore. Di straordinario valore è la scena notturna del Sogno di Costantino, la prima veduta notturna pienamente convincente dell'arte europea prima di Caravaggio. Si scoprì poi che in realtà è un'alba. Nell'ambito dell'ultimo restauro della fine degli anni novanta, è emersa una mappa celeste con la rappresentazione di alcune costellazioni, collegata con la volta celeste della Sagrestia Vecchia di San Lorenzo a Firenze.